# Площа Державного прапора (Баку)
Площа державного прапора (азерб. Dövlət Bayrağı Meydanı) — площа в столиці Азербайджану місті Баку, на якій розташований державний прапор Азербайджанської Республіки.

## Історія
17 листопада 2007 року Президентом Азербайджану був підписаний указ про створення в місті Баку Площі Державного прапора. Фундамент площі було закладено 30 грудня того ж року в бакинському селищі Баїлово неподалік від основної бази Військово-морських сил Азербайджану.
Проект був розроблений американською компанією Trident Support і реалізований азербайджанською компанією Azenko.
1 вересня 2010 року в Баку відбулося урочисте відкриття Площі Державного прапора, на якій було піднято прапор Азербайджану . Флагшток на площі державного прапора з моменту установки до травня 2011 року, коли в Душанбе добудували 165-метровий флагшток, був найвищим у світі і був включений до Книги рекордів Гіннеса.
3 вересня 2010 року прапор був замінений, бо його розірвало штормовим вітром.
24 листопада 2010 року Указом Президента створено Управління Комплексу площі Державного прапора при Кабінеті Міністрів Азербайджанської Республіки, 27 квітня 2011 року Рашад Рафаель огли Мамедов був призначений начальником Управління.
Вночі 2 лютого 2011 року при сильному вітрі флагшток почав сильно розгойдуватися. За повідомленням МНС Азербайджану, вжиті фахівцями необхідні і невідкладні заходи з безпеки і профілактиці зупинили коливання, прапор на деякий час був спущений, а жителі довколишнього 9-поверхового будинку евакуйовані через побоювання, що 220-тонний флагшток може впасти.
16 травня 2011 року було оголошено, що для конкурсу «Євробачення 2012» буде спеціально побудований концертний комплекс місткістю в 20 000 місць на площі Державного прапора.
У серпні 2017 року флагшток був демонтований.

## Опис

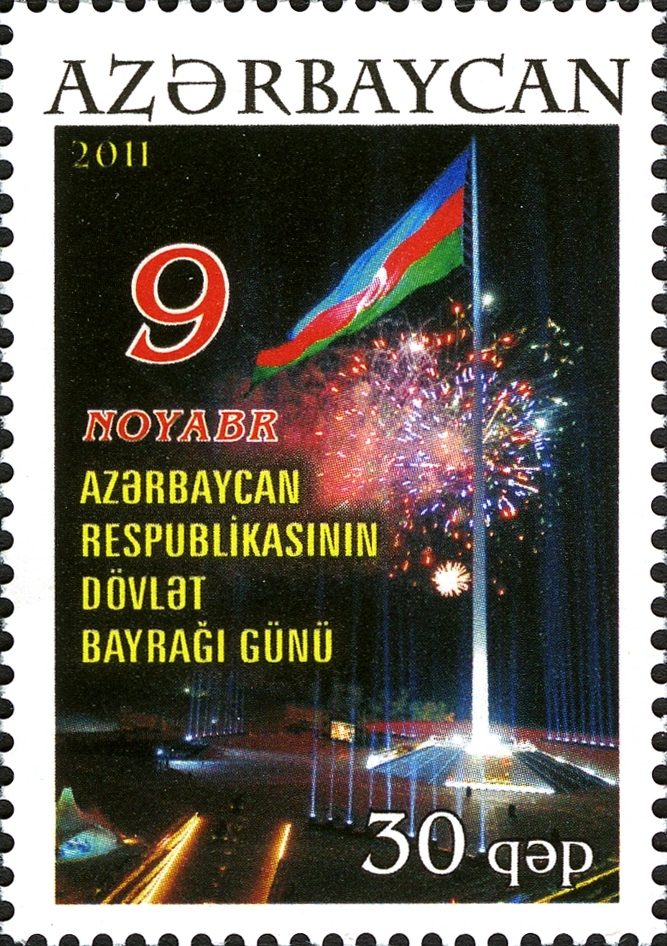
На поштовій марці Азербайджану

Площа займає територію в розмірі 60 гектарів, а верхня її частина становить 31 тисяча квадратних метрів. Висота флагштока — 162 метра, діаметр його основи — 3,2 метра, а у верхній частині — 1,09 метра. Загальна вага конструкції — 220 тонн. Ширина прапора складає 35 метрів, довжина — 70 метрів, загальна площа — 2450 квадратних метрів, а вага — приблизно 350 кілограмів. Будівництво площі обійшлося приблизно в 32 мільйони доларів .
Завдяки застосуванню новітніх технологій флагшток міг витримувати вплив вітру швидкістю до 58 м / с (209 км / ч). Однак, у ті дні, коли швидкість вітру перевищує 20 м / с, прапор повинен бути спущений. За розрахунками розробників, кількість таких днів в Баку не перевищує 40-50 на рік .
На площі також зображені державні символи — герб, текст гімну і карта Азербайджану, виконані з позолоченої бронзи і створений Музей державного прапора .
Відкриття музею відбулося 9 листопада 2010 року в День Державного прапора. Музей створений у формі восьмигранної зірки (восьмигранна зірка зображена на прапорі і гербі Азербайджану) і розташований під п'єдесталом флагшток. У музеї експонуються відреставровані прапори держав і ханств, що існували на території сучасного Азербайджану і на азербайджанських землях, переданих за радянських часів Вірменії, наконечники прапорів XVII—XVIII століть, герби, прийняті в різні роки конституції Азербайджану, поштові марки, зразки грошових знаків, ордена і медалі, фотографії та документи, що відображають історію незалежної Азербайджанської держави .

## Див. також

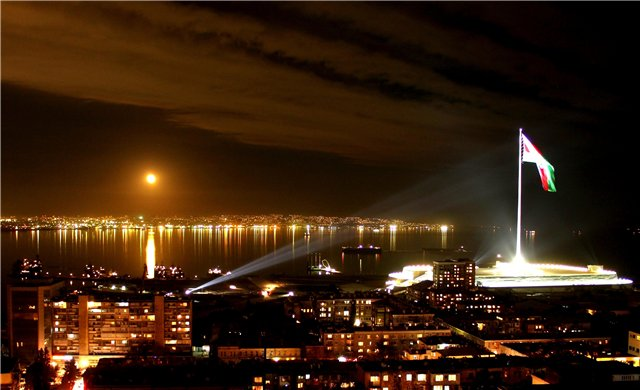
Нічний вид на флагшток і Бакинську бухту